# Ô Hải
Ô Hải (chữ Hán giản thể: 乌海市, bính âm: Wūhǎi Shì, âm Hán Việt: Ô Hải thị) là một địa cấp thị tại Khu tự trị Nội Mông, Trung Quốc. Thành phố này có diện tích 1.754 km², dân số năm 2017 là 631.000 người. Mã số bưu chính là 016000, mã vùng điện thoại là 0473.
Ô Hải nằm trên bờ sông Hoàng Hà giữa sa mạc Gobi và sa mạc Ordos. Ô Hải trở thành thành phố duy nhất nằm ở cả hai bờ con sông này sau khi có sự hợp nhất vào ngày 10 tháng 1 năm 1976 của Ô Đạt ở tả ngạn và phía tây (khi đó thuộc quyền quản lý của minh Bayan Nur) với Hải Bột Loan bên hữu ngạn và phía đông (khi đó thuộc quyền quản lý của minh Y Khắc Chiêu). Ô Hải là một trong số ít các thành phố với điểm đối xứng xuyên tâm Trái Đất không những chỉ là đất liền mà còn là một thành phố có cư dân sinh sống, điểm đối xứng đó là thành phố Valdivia của Chile.

## Hành chính
Ô Hải được chia ra làm 3 đơn vị hành chính cấp huyện, toàn bộ các đơn vị hành chính này đều là quận.
- Quận: Hải Bột Loan, Ô Đạt, Hải Nam.

## Dân cư
Theo điều tra dân số Trung Quốc năm 2000 thì Ô Hải có 427.558 dân, với thành phần dân tộc như sau:
| Dân tộc     | Dân số  | Tỷ lệ  |
| ----------- | ------- | ------ |
| Hán         | 400.971 | 93,78% |
| Mông Cổ     | 13.904  | 3,25%  |
| Hồi         | 7.944   | 1,86%  |
| Mãn         | 4.063   | 0,95%  |
| Đạt Oát Nhĩ | 129     | 0,03%  |
| Triều Tiên  | 98      | 0,02%  |
| Tạng        | 87      | 0,02%  |
| Tráng       | 68      | 0,02%  |
| Tích Bá     | 56      | 0,01%  |
| Khác        | 237     | 0,06%  |

## Kinh tế
Kinh tế của Ô Hải chủ yếu dựa trên khai thác than, các nhà máy điện, công nghiệp luyện kim và hóa chất, nhưng cũng dựa trên nông nghiệp (nho và sản xuất rượu vang, và các trang trại chăn nuôi bò sữa). Ô Hải là một điểm dừng trên tuyến đường sắt Bao Đầu-Lan Châu và một sân bay đã mở tại đây năm 2003 với hai chuyến bay mỗi ngày của Hainan Airlines tới đây, qua Hohhot và Tây An.